# Salix blakii
Salix blakii — вид квіткових рослин із родини вербових (Salicaceae).

## Морфологічна характеристика
Це невелике дерево чи помірно високий кущ. Гілки коричневі, голі. Листки на ніжках 1.5–7 мм; листкова пластина від лінійно-ланцетної до лінійної форми, (1.5)4–8.5 см × 3–10 мм, від цілісних до залозисто-пилчастих, волосисті, зрештою голі, кінчик гострий. Сережки з'являються після листя. Головне суцвіття на квітці 25–50 × 5–8 мм. Жіночі сережки в зрілому віці 30–80 x 9–12 мм. Коробочка 4–5 мм завдовжки, вузько-конічна, волоски притиснуті, шовковисті.

## Середовище проживання
Афганістан, Іран, Казахстан, Пакистан, Таджикистан, Узбекистан, Західні Гімалаї, Сіньцзян. Населяє береги річок.